# Zalmon Wildman
Zalmon Wildman (* 16. Februar 1775 in Danbury, Colony of Connecticut; † 10. Dezember 1835 in Washington, D.C.) war ein US-amerikanischer Politiker. Im Jahr 1835 vertrat er den Bundesstaat Connecticut im US-Repräsentantenhaus.

## Werdegang
Nach dem Besuch der Grundschule wurde Zalmon Wildman Hutmacher. In Charleston (South Carolina) und Savannah (Georgia) eröffnete er die ersten Hutläden. Zwischen 1824 und 1826 war er Präsident der Danbury National Bank. Von 1805 bis 1835 fungierte er auch als Posthalter in Danbury.
Seine politische Laufbahn begann mit seiner Wahl in das Repräsentantenhaus von Connecticut im Jahr 1818. Dort verblieb er bis 1819. Bei den Kongresswahlen des Jahres 1834, die in Connecticut staatsweit abgehalten wurden, wurde Wildman als Kandidat der Demokratischen Partei in das US-Repräsentantenhaus in Washington D.C. gewählt. Dort übernahm er am 4. März 1835 das Mandat von Phineas Miner. Allerdings konnte er sein neues Amt nur bis zum 10. Dezember desselben Jahres ausüben. An diesem Tag starb er in der amerikanischen Bundeshauptstadt.